# (2897) Ole Römer
(2897) Ole Römer (1932 CK; 1949 FJ; 1971 UP4; 1979 BA1) ist ein ungefähr fünf Kilometer großer Asteroid des inneren Hauptgürtels, der am 5. Februar 1932 vom deutschen (damals: Weimarer Republik) Astronomen Karl Wilhelm Reinmuth an der Landessternwarte Heidelberg-Königstuhl auf dem Westgipfel des Königstuhls bei Heidelberg (IAU-Code 024) auf der Halbinsel Krim (IAU-Code 095) entdeckt wurde.

## Benennung
(2897) Ole Römer wurde 1992 nach dem dänischen Astronomen Ole Rømer (1644–1710) benannt. 1676 bewies er, dass die Lichtgeschwindigkeit endlich und nicht unendlich groß ist. Er wurde in der Stadt Aarhus, nach der (2676) Aarhus benannt wurde, geboren. Er entwickelte die Rømer-Skala, Temperaturskala. Er war Bürgermeister von Kopenhagen, Münzmeister und Vorsitzender des Statsrådet (Staatsrat).